# Paragliding

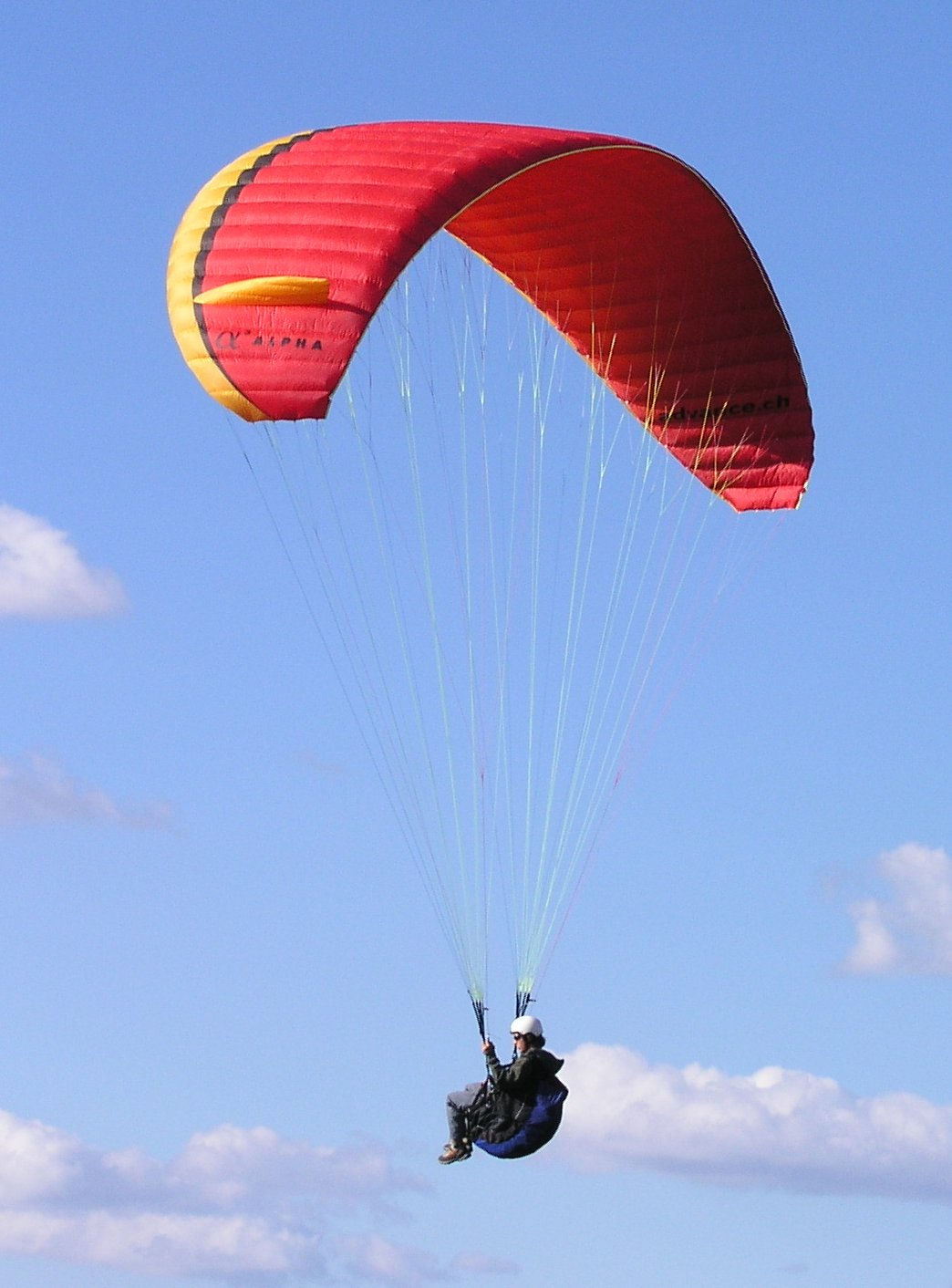
Paragliding

Paragliding je letecký sport podléhající zákonům o civilním letectví. K plachtění vzduchem se používá paraglidingové křídlo – padákový kluzák, který spadá do kategorie sportovních létajících zařízení pod správou Letecké amatérské asociace ČR. Startuje se z kopce rozběhem, nebo z roviny pomocí vlečného zařízení. Zkušený pilot může plachtit díky využití stoupavých vzdušných proudů. Stoupavé proudy mohou být mechanické, když se proud vzduchu zdvihá o terénní překážku (svahování), nebo termické, když vzduch ohřátý od zemského povrchu stoupá vzhůru (termika).

## Vybavení
K povinnému vybavení paraglidisty patří:
- padákový kluzák, který se skládá z vrchlíku (křídla) a šňůr, které jej spojují se sedačkou
- postroj
- přilba
- výškoměr
- záchranný padák ("záložka")

K dalšímu častému vybavení patří GPS, záchranná šňůra pro zajištění po případném přistání na stromě a vysílačka. Výškoměr je obvykle kombinován s variometrem, přístrojem indikujícím rychlost stoupání nebo klesání. Při létání je nutné mít s sebou pilotní průkaz, platné osvědčení o technické způsobilosti padákového kluzáku a potvrzení o zákonném pojištění odpovědnosti z provozu padákového kluzáku proti škodám způsobeným třetí osobě ("povinné ručení"). Vhodné je též mít u sebe mobilní telefon a to na takovém místě, aby byl snadno dostupný, pokud by pilot potřeboval volat o pomoc sobě či kolegovi. V posledních letech se též značně rozšířilo využívání PDA. Speciální software nabízí mnoho funkcí, dokáže např. vykreslit stoupavý proud, pamatuje si pozici posledního stoupavého proudu, atd.

### Postroj
Má obvykle tvar sedačky a pilot je v něm připoután. V některých postrojích, určených zejména pro výkonnostní a závodní létání, pilot spíše leží než sedí. Chránič páteře není povinnou součástí, nicméně se jeho použití silně doporučuje. Dříve užívané laminátové chrániče nebyly příliš účinné. Dnes se používají jednak chrániče z pěnových hmot, které se rychle stlačí, ale pomalu regenerují, čímž efektivně tlumí náraz v případě tvrdšího přistání. Druhým častým typem chrániče je "airbag". Tento typ se nafukuje při letu proudícím vzduchem a v případě tvrdšího dopadu náraz tlumí vzduchová hmota. Výhodou je sice výrazně nižší hmotnost sedačky, nicméně tento chránič se nafoukne až za určitou dobu po startu, takže pokud dojde k nějaké mimořádné události hned po startu, tento typ chrániče nepomůže.

### Přilba
Existují přilby speciálně určené pro paragliding a v některých státech je povinnost používat pouze takové (dle normy EN-966). V ČR platí povinnost používat při paraglidingu přilbu a pro výcvik musí být certifikována. Certifikace pro letecké sporty se provádí dle EN-966. Doporučuje se používat přilbu, která neomezuje výhled a ve které je dobře slyšet, což právě přilby pro paragliding splňují. Pro bezpečnost je přilba důležitým prvkem. V případě, že je zřejmé, že přistání nebude pohodové (například v případě nechtěného přistání po větru), se dokonce doporučuje záměrně provést parakotoul, kdy ke kontaktu hlavy se zemí přirozeně dojde. Pokud by náhodou v bodě, kde ke kontaktu hlavy se zemí dojde, byl kámen nebo jiný tvrdý či ostrý předmět, bez přilby by mohlo dojít k těžkému úrazu.

### Výškoměr
Výškoměr je povinný pro lety prováděné ve výškách větších, než 300m nad úrovní terénu (končí zde vzdušný prostor třídy G). Výškoměry pro paragliding bývají kombinovány s variometrem. Variometr indikuje, zda pilot stoupá či klesá, a to jednak akusticky a též je rychlost stoupání/klesání zobrazena na displeji. Variometr je prakticky nepostradatelnou pomůckou pro vyhledávání a efektivní využívání stoupavých proudů.

### Záchranný padák
Pro situace, které nejsou jinak řešitelné, nebo pro jejich řešení nemá pilot dostatek výšky (a tedy času), patří k výbavě padákového kluzáku záchranný padák. Poznamenejme, že pojem "záchranný padák" je používán v oficiálních předpisech pro padákové (a závěsné) létání (předpis ZL1 a další), proto je použit i zde na wikipedii. V běžné mluvě se mnohem častěji používá méně přesné označení "záložní padák". Tento padák však nepředstavuje zálohu v pravém slova smyslu, neboť funkčně nenahrazuje padákový kluzák, ale jde o prostředek záchrany, pokud nezbývá jiná možnost. Slangově je záchranný padák obvykle označován jako "záložka".
Existují dvě provedení záchranného padáku (ZP) – řiditelný a neřiditelný. Neřiditelný ZP padá svisle k zemi a pilot na něm nemá žádnou možnost ovlivnit místo přistání. Řiditelný ZP má určitou dopřednou rychlost a lze na něm zatáčet. To se sice jeví jako výhoda, nicméně pokud je ZP použit zrovna v situaci kdy pilot letí proti terénu a není na provedení zatáčky čas, dojde k nárazu do terénu vlivem dopředného pohybu čelně, což může způsobit i těžké zranění, neboť před sebou nemá pilot žádnou ochranu. S ohledem na to, že ZP se obvykle používá v situacích, kdy není mnoho času přemýšlet, kam se zrovna pilot pohybuje a často ani nelze směr letu ovlivnit. Navíc pilot může být prostorově dezorientován, je velmi diskutabilní, který ZP, zda řiditelný nebo neřiditelný je výhodnější.
Záchranný padák se typicky používá v situacích, kdy je padákový kluzák neřiditelný nebo je jeho řiditelnost tak omezená, že se jej nedaří udržet v přímém letu. Takovou situací může být komplikovaný závlek vrchlíku mezi šňůry, kdy zbývá funkční jen malá nebo žádná část nosné plochy. Použití záchranného padáku se naopak nedoporučuje, pokud zbývá funkční alespoň polovina vrchlíku a padákový kluzák se daří udržovat v přímém letu. Rychlost opadání záchranného padáku je tak vysoká, že se při dopadu může pilot zranit, proto je ve většině případů vhodnější volit raději přistání s částečně zkolabovaným padákovým kluzákem (pokud to lze), než použití záchranného padáku. To platí o to více, pokud záchranný padák není řiditelný – obvykle je lepší přistát s padákovým kluzákem, který je alespoň částečně řiditelný než se záchranným padákem, který není řiditelný vůbec a na kterém pilot přistane doslova tam "kam ho vítr zavane". Někdy je použití záchranného padáku diskutabilní a rozhodnutí závisí na úvaze pilota. Aby byl záchranný padák spolehlivý, je nutné jej alespoň jedenkrát ročně přebalit. Přebalení musí provést kvalifikovaná osoba, neboť i drobná chyba při sbalení může způsobit, že záchranný padák selže nebo se neotevře dostatečně rychle.

## Výcvik pilota

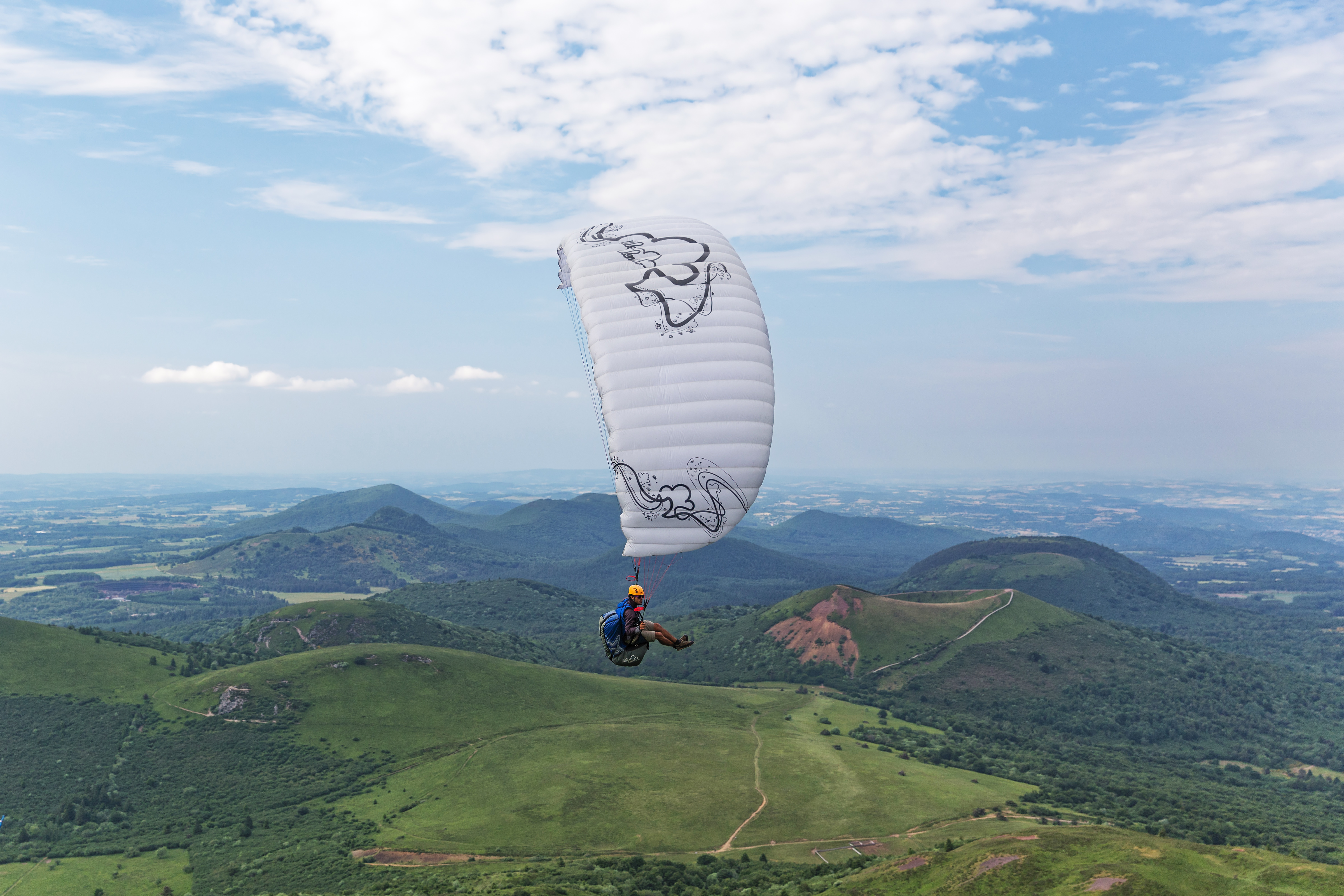
Paragliding

Cesta k samostatnému létání není dlouhá, trvá jen několik týdnů. Lidé často nejprve zkusí létání se zkušeným pilotem v tandemu, nebo absolvují seznamovací kurz, kde se seznámí se základními principy paraglidingu. Aby se člověk mohl stát samostatným pilotem, musí vlastnit pilotní průkaz pro danou skupinu. Podmínky k získání pilotní licence a podmínky k provozování paraglidingu stanoví v každém státě pověřená organizace.
Výcvikový předpis PL3 upravující tyto podmínky v ČR, spravuje a vydává Letecká amatérská asociace České republiky, která je pověřena Ministerstvem dopravy. LAA ČR také registruje střediska pilotního výcviku, provádí správu pilotů sportovních létajících zařízení (SLZ) a vydává i eviduje pilotní průkazy pro všechny odbornosti. Do kategorie SLZ patří mimo jiné také všechna ultralehká letadla a rogala (závěsné kluzáky) atd.

### Průběh kurzu paraglidingu
Pilotní průkaz budoucí pilot získá po absolvování kurzu paraglidingu. Na kurzu se účastník naučí všechny potřebné teoretické znalosti a praktické dovednosti nutné k bezpečnému létání.
Žáci si prakticky procvičí startování, ovládání padáku, zatáčení a přistávání na cvičných loukách, zpočátku bez odpoutání od země, později s odpoutáním. Podle podmínek a síly větru také nacvičují různé techniky a způsoby startu. Po získání těchto dovedností začnou létat na kopcích s vyšším převýšením, případně z odvijáku. Učí se zatáčky o 360°, nácvik svahování, létání v termice, přistání do vymezeného prostoru a další předepsané úlohy. Pilot si také vyzkouší i ty nestandardní režimy letu, které jsou požadovány v rámci dané kategorie pilotního průkazu.
Po celou dobu výcviku jsou žáci pod dohledem instruktorů, kteří je navigují, případně opravují chybné manévry pomocí vysílaček. Postupně jsou vedeni k větší samostatnosti a v závěru kurzu předvedou přezkušovací let.
Souběžně s praktickým výcvikem paraglidingu probíhá i teoretická výuka z oblasti aerodynamiky, konstrukce padákového kluzáku, předpisů, nauky o létání, meteorologie a zdravovědy v souladu s výcvikovou osnovou. Zejména znalost meteorologie je u tohoto sportu stěžejní, protože padákový kluzák je bezmotorový a pohyb ve vzduchu závisí na povětrnostních podmínkách.
Na závěr kurzu se píše test, po jehož úspěšném zvládnutí dostane účastník potvrzený osobní list. Na jeho základě si může u Letecké amatérské asociace ČR vyřídit pilotní průkaz kategorie "Pilot". Platnost osobního listu je 90 dnů od závěrečné praktické zkoušky. K vydání pilotního průkazu je ještě potřeba potvrzení o zdravotní způsobilosti, fotografii pasového formátu a doklad o zaplacení správního poplatku LAA ČR.

## Metody startu

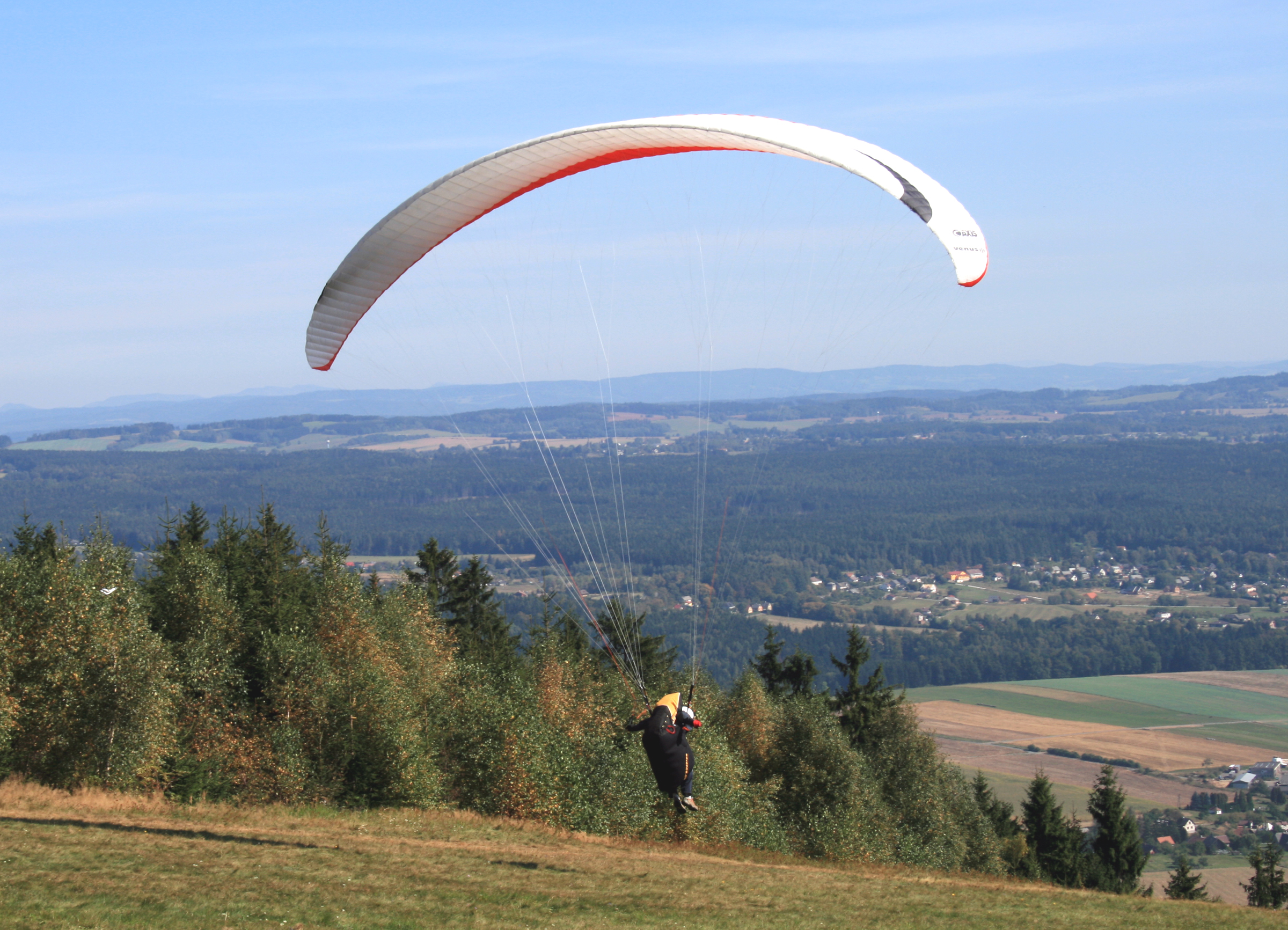
Start Zvičina, východní Čechy

U tohoto sportu existují dva druhy startu. Při tomto sportu se nikdy nestartuje skokem z letadla atp. Start se obvykle provádí rozběhem ze svahu. Start se provádí pokud možno proti větru. Lze startovat i při bočním větru nebo slabém větru zezadu, ovšem za předpokladu, že to umožňují podmínky na startovišti a pilot má dostatečné zkušenosti, aby takový start zvládl. Minimální rychlosti padáků se pohybují podle kategorií od 22 do 25 až 28 km/h. Tuto rychlost je tedy třeba vyvinout při startu k bezpečnému odpoutání od zemského povrchu. Kromě startu ze svahu je možné startovat ze země pomocí navijáku nebo odvijáku. V takovém případě je pilot při startu tažen na laně a po vystoupání se pilot od lana odpojí. Zařízení spojující pilota s lanem musí odepnutí umožnit. S padákovým kluzákem nelze létat tak, že je kluzák tažen trvale. Jinak vzniká drakový efekt, který může vést k prudkému neřiditelnému pádu pilota na zem. Létání při trvalém tažení za motorovým člunem apod. se provádí s padáky konstrukce odlišné od padákových kluzáků.
Druhy startů:
1. Čelní start se využívá v případech, kdy nefouká dostatečný protivítr k bezpečnému nabrání počáteční rychlosti nebo při obtížném startu v členitém terénu nebo velmi příkrém svahu. Pilot stojí proti větru s vrchlíkem rozbaleným na zemi za ním. Během vpřed a táhnutím za šňůry řady A se padák počne „nafukovat“ a zvedne se nad pilota. Pilot v tuto chvíli musí zkontrolovat, zda se vrchlík celý naplnil vzduchem a zda nejsou zamotané šňůry. V případě nesplnění těchto podmínek je třeba start neprodleně zrušit. Ve vzduchu již není čas na opravu.
2. Křížový start se provádí čelem k vrchlíku a zády proti větru. Při tomto startu je třeba, aby foukal mírný vítr, který zabezpečí vytáhnutí vrchlíku nad pilota i bez běhu. Pilot opět zatáhne za popruhy řady A a přitom sleduje, jak se vrchlík plní vzduchem, popřípadě provede korekci rychlosti nafukování. Jakmile se vrchlík dostává nad pilota, pilot se otočí o 180° a protože již během zvedání vrchlíku sledoval jeho stav, nemusí již kontrolovat a rozběhem nabere rychlost a startuje.

## Režimy letu s kluzákem
1. Přímý let je nejzákladnější pohyb padákového kluzáku. Je dán rovnováhou výslednice aerodynamických sil a tíhy pilota s výstrojí. Při stažení řídicích šňůr se změní rovnovážný stav a padák se snaží ustavit do jiného rovnovážného stavu. Sníží se dopředná rychlost a zvýší se opadání. To lze provádět až do té doby, dokud má padák větší dopřednou rychlost než minimální. Při dosažení minimální se již nesmí dále brzdit, jinak se zdeformuje vrchlík a padák přejde do nestandardního režimu letu.
2. Mírná zatáčka se provede stažením řídicí šňůry na té straně, na kterou chceme zatočit. Stahuje se jen lehce, protože se provádí mírná zatáčka. Odstředivá síla způsobí náklon padáku a tím se mírně poruší rovnováha sil na vrchlíku, čehož důsledkem je snížení dopředné rychlosti a zvýšení rychlosti opadání.
3. Ostrá zatáčka „utažená“ se provede větším a rychlejším stažením řídicí šňůry. Díky většímu náklonu se více sníží dopředná rychlost a zvýší opadání než u mírné zatáčky. Na to je třeba pamatovat před započetím zatáčky, protože dopředná rychlost nesmí klesnout pod minimální z důvodů výše uvedených.
4. Spirála je prvek, do kterého se dostaneme intenzivním přibrzděním jedné strany padáku. S ohledem na specifika tohoto režimu se spirála řadí mezi tzv. nestandardní režimy, podrobněji je o ní pojednáno v článku nestandardní režimy v paraglidingu.

## Techniky létání
Pilot-začátečník se obvykle spokojí se slety z kopce – odstartuje u vrcholu kopce a přistane pod kopcem. S rostoucími zkušenostmi obvykle roste chuť lety prodloužit. Existují dvě techniky, jak setrvat ve vzduchu delší dobu.
- Svahování je relativně snadno zvládnutelné i začátečníkem. Základní podmínkou je dostatečná rychlost větru. Na návětrné straně kopce je vítr zvedán šikmo vzhůru. Je-li pak vertikální složka rychlosti větru větší než je opadání padákového kluzáku, lze toto svahové proudění využít k setrvání ve vzduchu nebo ke stoupání. Takto je však možné létat jen v blízkosti kopce.
- Termické létání je naopak vrcholnou technikou létání, kterou pilot v podstatě zdokonaluje po celou svoji praxi. V tomto případě jsou využívané stoupavé proudy v atmosféře. Ty vznikají tak, že se slunečním zářením ohřívá povrch země a od něho se následně ohřívá vzduch. Za určitých podmínek se pak uvolní "bublina" teplejšího vzduchu nebo vznikne souvislý stoupavý proud. Je omylem domnívat se, že teplejší vzduch stoupá automaticky, musí být k tomu splněny další podmínky, viz termická konvekce. Principem termického létání je využívat zmíněných stoupavých proudů k získání výšky. Toho se dosahuje kroužením ve stoupavém proudu, padák tak stoupá společně se stoupající masou vzduchu. Vlivem opadání kluzáku je pochopitelně rychlost stoupání menší než je rychlost stoupání vzduchové hmoty. Je možno vystoupat i do výšky několika kilometrů. Potom se pilot klouzavým letem pohybuje do místa, kde předpokládá, že bude další stoupavý proud. Najde-li pilot další stoupavý proud, opět vystoupá a pak může letět ještě dále a toto neustále opakovat. Takto dokáží zkušení piloti uletět až stovky kilometrů daleko a vydržet ve vzduchu mnoho hodin.

Obě techniky lze za určitých podmínek kombinovat. Někdy je např. možné se během přeletu zachytit u kopce ve svahovém proudění a čekat zde, než se dostaví stoupavý proud.

## Nestandardní režimy letu s kluzákem
V důsledku kolapsu vrchlíku v turbulencích nebo pilotní chyby může padákový kluzák přejít i do některého z nestandardních režimů. Tyto režimy je též možno vyvolat záměrně.

## Bezpečí
Paragliding dnes na rozdíl od jiných leteckých sportů nepatří obecně k rizikovým sportům a například ve Švýcarsku je pokryto normálním úrazovým pojištěním. Hlavní zdroje rizika úrazu jsou špatná rozhodnutí pilota anebo jeho nedostatečná příprava. K situacím, které mohou ohrozit bezpečí, patří například:
- Asymetrické zaklopení vrchlíku při průletu turbulentním prostředím a následná špatná nebo žádná reakce pilota.
- Podcenění meteorologických podmínek, například blízká bouřka anebo silný vítr, který pilota přefoukne za návětrnou stranu kopce do rotoru.
- Přistání do elektrických drátů (jsou z výšky špatně vidět).
- Srážka s jiným letadlem.
- Přistání do tekoucí vody anebo mořského příboje (hrozí následné zamotání do šňůr).

Pro zvýšení a zdokonalení bezpečného létání se pořádají kurzy SIV (Security in flight), na kterých se krizové situace nacvičují v bezpečných podmínkách nad vodou. Instruktor s vysílačkou je obvykle pod žákem na motorovém člunu.